# Dina Merrill

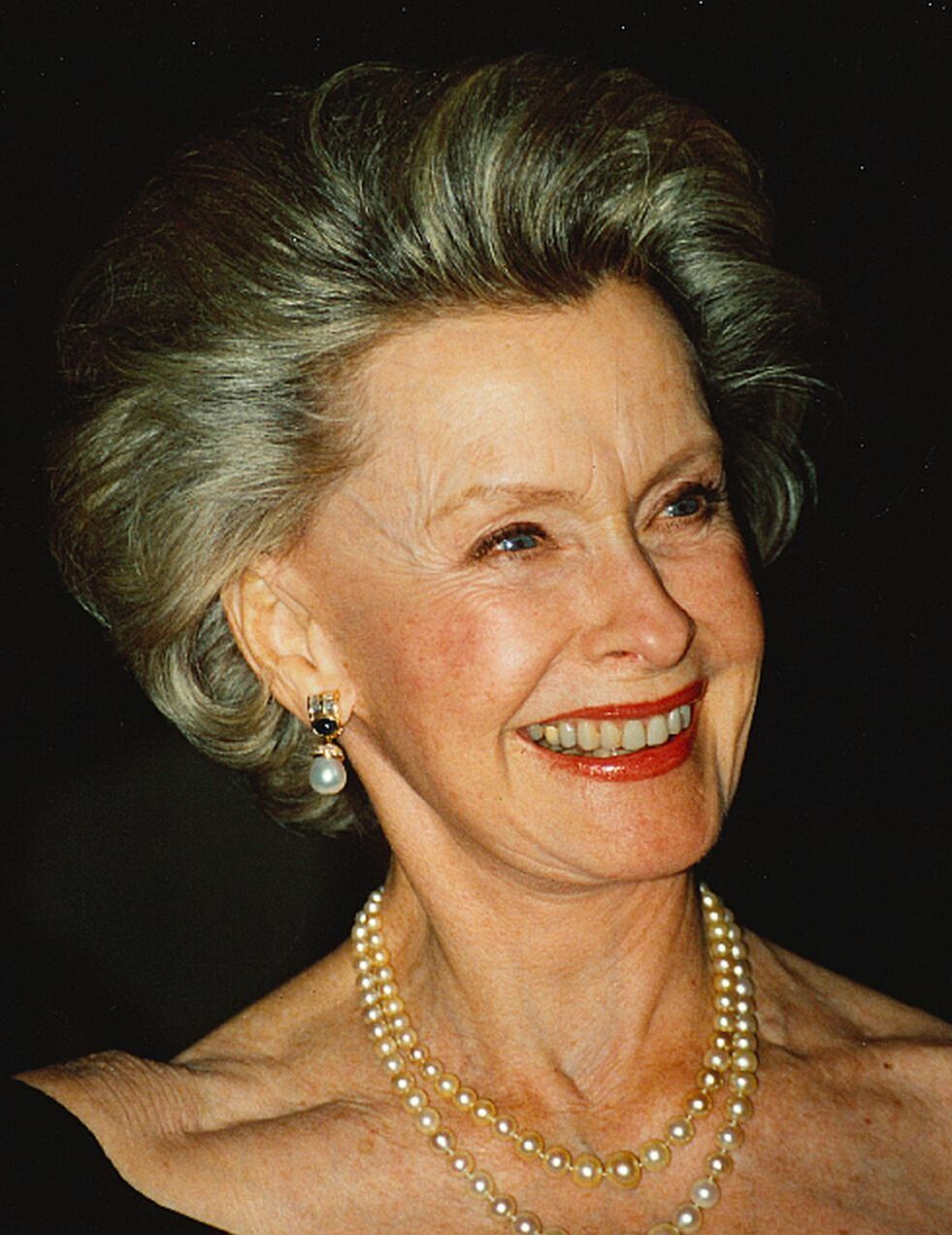
Dina Merrill (1999)

Dina Merrill (eigentlich Nedenia Marjorie Hutton; * 29. Dezember 1923 in New York; † 22. Mai 2017 in East Hampton, New York) war eine US-amerikanische Schauspielerin und Unternehmerin.

## Leben
Dina Merrill war die dritte Tochter von Marjorie Merriweather Post, als Besitzerin des Lebensmittelkonzerns Post Cereals (später General Foods und dann Kraft Foods Group) eine der reichsten Frauen Amerikas. Ihr Vater war der Aktienhändler Edward Francis Hutton, Gründer der Finanzfirma E. F. Hutton. Aus der ersten Ehe ihrer Mutter stammten die beiden Halbschwestern Adelaide und Eleanor Post Hutton. Vor dem College ging sie zur Miss Porter’s School.
Sie war dreimal verheiratet. 1946 heiratete sie den Colgate-Palmolive-Erben Stanley M. Rumbough Jr. Ihre Kinder waren Stanley Hutton Rumbough, David Post Rumbough (1950–1973) und Nedenia „Nina“ Colgate Rumbough. Die Ehe wurde 1966 geschieden. Im gleichen Jahr heiratete Merrill den US-amerikanischen Schauspieler Cliff Robertson. Ihre Tochter war Heather Merriweather Robertson (1969–2007). Diese Ehe wurde 1986 geschieden. 1989 heiratete sie den ehemaligen Schauspieler Ted Hartley.
Dina Merrill hatte sechs Enkel: Denia und Welyn Craig, David Colgate (Cole), Allegra Hutton, Siena Post und Kiera Basten Rumbough. Sie starb am 22. Mai 2017 im Alter von 93 Jahren in East Hampton, New York.

## Funktionen in Organisationen und Unternehmen
Merrill wurde 1980 Mitglied des Aufsichtsrats der väterlichen Firma E. F. Hutton, und als diese von Lehman Brothers übernommen wurde, wurde sie auch dort Mitglied im Aufsichtsrat, über 18 Jahre lang. Dies war Teil der Kompensation bei der Übernahme, ebenso wie ein beträchtlicher Anteil von Lehman-Aktien. Sie war außerdem Vorsitzende des Nominating and Corporate Governance Committee und Mitglied im Bank’s Compensation and Benefits Committee. Sie war Beauftragte des Kuratoriums des John F. Kennedy Centers for the Performing Arts, Mitglied des Kuratoriums der Eugene O’Neill Theater Foundation und Vizepräsidentin der New York City Mission Society.

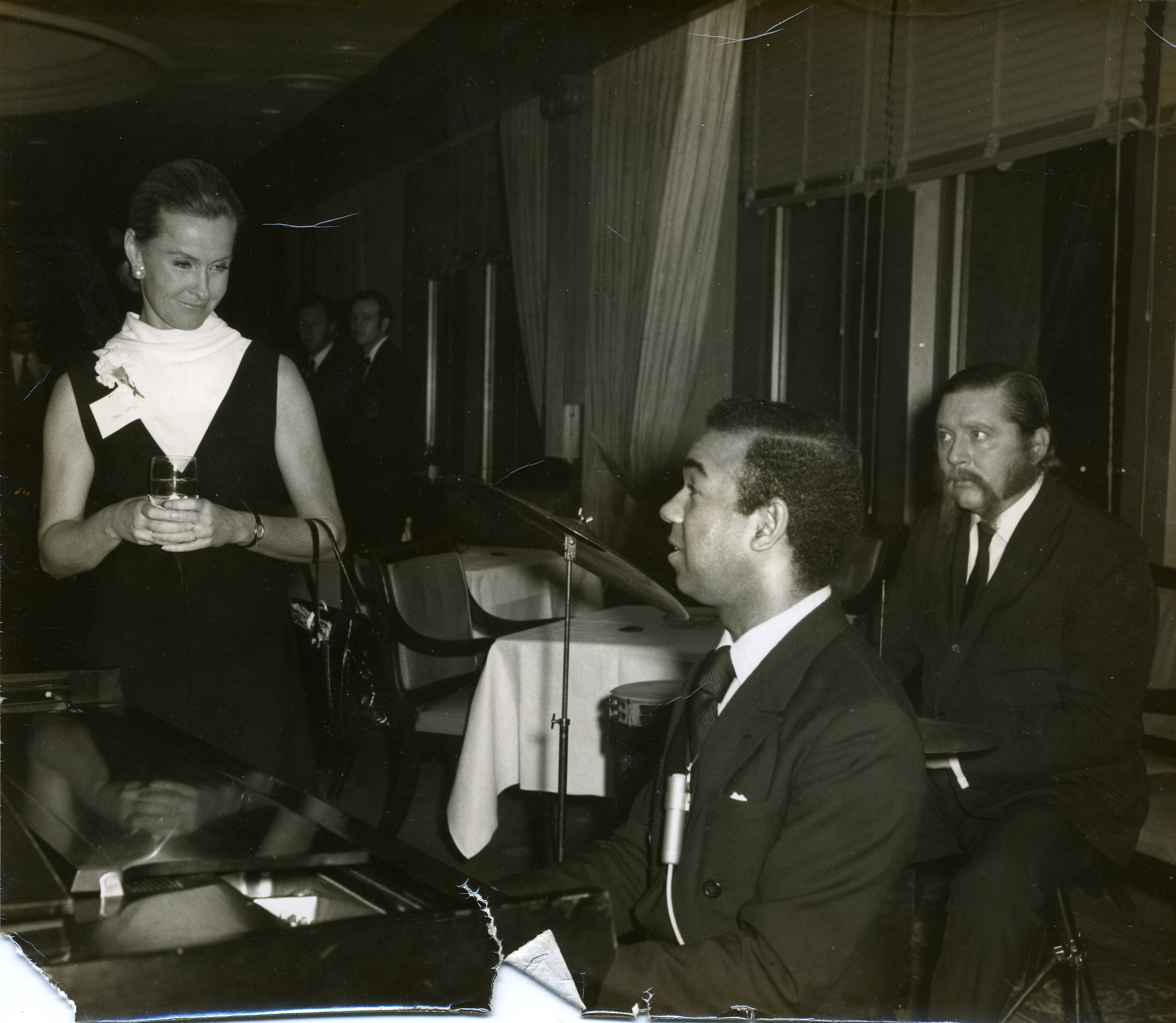
Dina Merrill mit Bobby Short und Dick Sheridan (1970)

Das Filmproduktionsunternehmen RKO/Six Flags Entertainment Inc. – ein Rechtsnachfolger des traditionsreichen Hollywoodstudios RKO Pictures – stand am Ende der 1980er Jahre praktisch vor dem Aus. Merrill und ihr Mann Ted Hartley kauften die Firma 1989, benannten sie um in RKO Pictures LLC und retteten die Firma vor dem Bankrott. Inzwischen wurde die Filmproduktion wieder aufgenommen.

## Schauspielkarriere
Merrill spielte neben zahlreichen Fernsehproduktionen in 22 Kinofilmen mit. Dabei spielte sie unter anderem an der Seite von Katharine Hepburn und Spencer Tracy (Eine Frau, die alles weiß, 1957), Mickey Rooney (Man müßte eine kleine Bank berauben, 1958), Deborah Kerr und Robert Mitchum (Der endlose Horizont, 1960), Burt Lancaster (Die jungen Wilden, 1961), Cary Grant und Tony Curtis (Unternehmen Petticoat, 1959), Elizabeth Taylor (Telefon Butterfield 8, 1960), Bob Hope (Schweden – nur der Liebe wegen, 1969) und Whoopi Goldberg (The Player, 1992).
In den 1960er Jahren trat sie häufig im Fernsehen auf. Bei der Produktion des Kinofilms Milk & Money (1996) war sie als Executive Producer tätig.

## Filmografie (Auswahl)
- 1955: Four Star Playhouse (Fernsehserie, Folge 4x10)
- 1957: Eine Frau, die alles weiß (Desk Set)
- 1958: A Nice Little Bank That Should Be Robbed
- 1959: Keiner verlässt das Schiff! (Don’t Give Up the Ship)
- 1959: Unternehmen Petticoat (Operation Petticoat)
- 1959: Catch Me If You Can
- 1960: Telefon Butterfield 8 (BUtterfield 8)
- 1960: Der endlose Horizont (The Sundowners)
- 1961: Die jungen Wilden (The Young Savages)
- 1961: Twenty Plus Two
- 1962: The Expendables (Fernsehfilm)
- 1963: Vater ist nicht verheiratet (The Courtship of Eddie’s Father)
- 1963: Amos Burke (Burke’s Law, Fernsehserie, Folge 1x02)
- 1964: Tausend Meilen Staub (Rawhide, Fernsehserie, Folge 6x28 Die schöne Luise)
- 1964/1965: Gauner gegen Gauner (The Rogues, Fernsehserie, 2 Folgen)
- 1965: Schweden – Nur der Liebe wegen (I’ll Take Sweden)
- 1965/1972: FBI (The F.B.I., Fernsehserie, 2 Folgen)
- 1966: Daktari (Fernsehserie, Folge 1x05)
- 1966: Bonanza (Fernsehserie, 2 Folgen)
- 1968: Batman (Fernsehserie, 3 Folgen)
- 1968: The Sunshine Patriot (Fernsehfilm)
- 1969: Seven in Darkness (Fernsehfilm)
- 1969: Kobra, übernehmen Sie (Mission: Impossible, Fernsehserie, 2 Folgen)
- 1969: The Lonely Profession (Fernsehfilm)
- 1969/1970: The Name of the Game (Fernsehserie, 2 Folgen)
- 1970: Aru heishi no kake
- 1971: Die Leute von der Shiloh Ranch (The Virginian, Fernsehserie, Folge 9x18)
- 1971: Mr. and Mrs. Bo Jo Jones (Fernsehfilm)
- 1972: Start ins Ungewisse (Family Flight, Fernsehfilm)
- 1973: The Letters (Fernsehfilm)
- 1973: Night Gallery (Fernsehserie, Folge 3x15)
- 1973: Die Ungezähmten (Running Wild)
- 1973: Cannon (Fernsehserie, Folge 3x12)
- 1974: Männerwirtschaft (The Odd Couple, Fernsehserie, Folge 5x12)
- 1974: Throw Out the Anchor!
- 1975: Das Florida-Projekt (The Meal)
- 1975: Die Zwei mit dem Dreh (Switch, Fernsehserie, Folge 1x10)
- 1976: Hawaii Fünf-Null (Hawaii Five-O, Fernsehserie, Folge 9x01)
- 1976: Quincy (Quincy, M.E., Fernsehserie, Folge 1x02)
- 1977: Ich bin der Größte (The Greatest)
- 1978: Eine Hochzeit (A Wedding)
- 1979: Roots – Die nächsten Generationen (Roots: The Next Generations, Miniserie)
- 1979: Love Boat (The Love Boat, Fernsehserie, 2 Folgen)
- 1980: Sag mir, was Du willst (Just Tell Me What You Want)
- 1982: Die unglaublichen Geschichten von Roald Dahl (Tales of the Unexpected, Fernsehserie, Folge 7x15)
- 1983: Annas Geheimnis (Anna to the Infinite Power, Fernsehfilm)
- 1984–1985: Hot Pursuit (Fernsehserie, 11 Folgen)
- 1984–1986: Hotel (Fernsehserie, 3 Folgen)
- 1986: Der Babysittermörder (Twisted)
- 1988: Caddyshack II
- 1989: Mord um Mitternacht (Turn Back the Clock, Fernsehfilm)
- 1990: Fear – Todesangst (Fear, Fernsehfilm)
- 1990/1992: Mord ist ihr Hobby (Murder, She Wrote, Fernsehserie, 2 Folgen)
- 1991: Der Preis der Macht (True Colors)
- 1992: The Player
- 1993: Mißbraucht (Shattering the Silence, Fernsehfilm)
- 1993: Suture
- 1995: Die Nanny (The Nanny, Fernsehserie, Folge 3x09 Der Antrag)
- 1995: Mutter, du sollst sterben (Point of Betrayal)
- 1996: Milk & Money (auch Produzentin)
- 1996: Roseanne (Fernsehserie, Folge 9x08 Achtmal täglich umziehen!)
- 1997: Drei Bräute auf Hochtouren (Something Borrowed, Something Blue, Fernsehfilm)
- 1998: Start frei für die Liebe (A Chance of Snow, Fernsehfilm)
- 1998: Mein großer Freund Joe (Mighty Joe Young)
- 1999: Ganz normal verliebt (The Other Sister)
- 2002: The Magnificent Ambersons (Fernsehfilm)
- 2002: The Glow – Der Schein trügt (The Glow, Fernsehfilm)
- 2003: Shade
- 2009: Gegen jeden Zweifel (Beyond a Reasonable Doubt) (Cameo-Auftritt)

## Auszeichnungen
- 1961: Fünfter Platz beim Laurel Award in der Kategorie Beste Nebendarstellerin für Telefon Butterfield 8
- 1998: Sonderpreis beim Hamptons International Film Festival (zusammen mit Ehemann Ted Hartley) für ihre Unterstützung von Drehbuchautoren in Entwicklungsländern